# Ультразвуковая зубная щётка

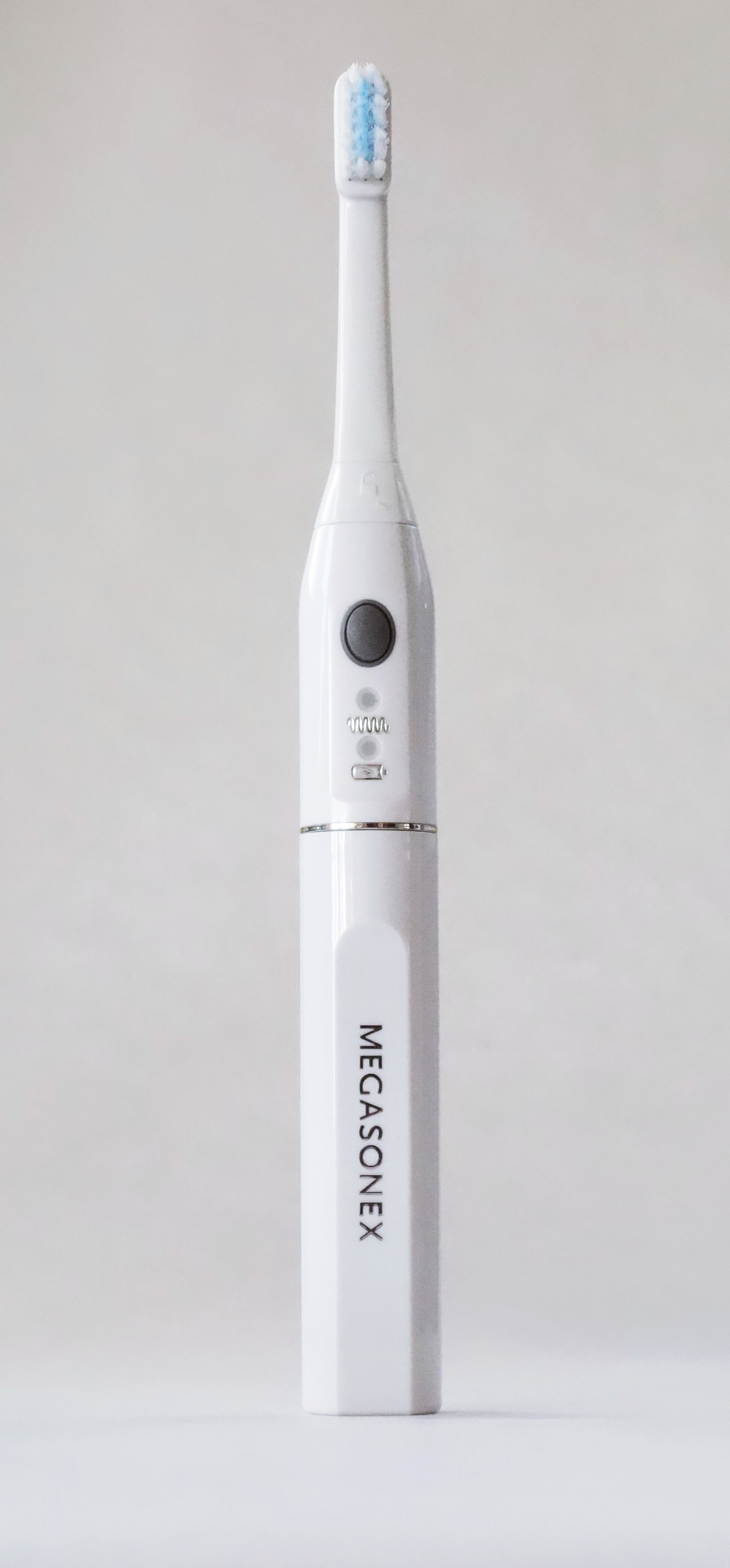
Ультразвуковая зубная щетка (Megasonex)

Ультразвуковая зубная щетка — разновидность электрической зубной щетки, предназначенная для ежедневного домашнего использования. Генерирует ультразвук, помогающий удалять зубной налёт и обезвреживать вредные бактерии, составляющие его.
Обычно щетка работает на ультразвуковой терапевтической частоте 1,6 МГц, то есть 96 000 000 пульсаций или 192 000 000 движений в минуту. Ультразвук — это упругие акустические колебания в среде с частотой за пределом слышимости человека.

## Основная информация
Электрические зубные щетки приобрели свою популярность ещё в 1950-х годах. С тех пор они постоянно совершенствуются и в настоящее время щетки можно поделить на 3 основные категории, в зависимости от скорости вибрации: роторные, звуковые и ультразвуковые.
Щетинки роторных щеток способны вибрировать либо вверх-вниз, либо возвратно-поступательно по кругу, либо — комбинировать то и другое действие. Обычно скорость вибрации щетинок роторных щеток бывает приблизительно от 2000 до 12 000 движений в минуту.
Звуковые зубные щетки называются так потому, что скорость или частота их вибрации (а не звук, издаваемый моторчиком) попадает в средний звуковой диапазон речи человека. Звуковой диапазон речи мужчины — от 85 до 180 Гц (от 10 200 до 21 000 движений в минуту), женщины — от 165 до 255 Гц (от 19 800 до 30 600 движений в минуту).
Ультразвуковые щетки генерируют ультразвуковую волну, как правило, при помощи встроенного под щетинками пьезокристаллика, вибрирующего со скоростью более 20 000 Гц (2 400 000 движений в минуту). Самая распространенная и научно исследованная ультразвуковая частота, генерируемая щетками — это 1,6 МГц, то есть 96 000 000 пульсаций или 192 000 000 движений в минуту.

## История
Первая ультразвуковая щетка вышла под брендом Ultima®, а затем — под брендом Ultrasonex® фирмы Sonex Corporation. В 1992 году этот прибор был запатентован в США, и в том же году получил одобрение FDA для ежедневного домашнего использования. Изначально Ultima® действовала только на ультразвуке. Спустя несколько лет разработчики Ultrasonex® дополнили щетку моторчиком, что добавило ей дополнительно звуковую механическую вибрацию. Позже Sonex была продана фирме Salton, которая начала распространять Ultrasonex® в США, Западной Европе, России, Великобритании и других странах. В 2008 году новое руководство фирмы Salton решило уйти с рынка оральной гигиены. Вскоре другие ультразвуковые щетки, как например Ultreo®, Megasonex® появились на рынке. С конца 2013 года на мировом рынке можно найти и другие бренды ультразвуковых щеток, большинство из которых работают на принципе комбинации ультразвукового и звукового (механическая вибрация) режима.

## Эффективность
Ультразвук в диапазоне 1,0 — 3,0 МГц широко используется в медицине, например, в приборах для ускорения сращивания поломанных костей, — ускорения заживления порезов, в лечении стоматита, кровоточивости десен, удалении зубного налета и прочее.
Для чистки зубов с несъемными ортодонтическими конструкциями (брекетами), необходимо использовать ультразвуковые щетки с комбинированными звуковыми движениями, поскольку механические движения щетинок способствуют более эффективной чистке вокруг этих конструкций.  УЗ-щетки могут лучше удалять налет, чем механические , но эффективность УЗ-щеток (без звуковых движений щетинок) ниже, чем у обычных механических при использовании несъемных ортодонтических конструкций (брекетов).

## Безопасность ультразвука
Ультразвук используется в медицине более полувека и столько же времени изучается его безопасность. В 1992 году FDA США впервые разрешило применять ультразвук терапевтической частоты 1,6 МГц в зубной щетке. В 1993 году Американский Институт Ультразвука в Медицине (AIUM) совместно с Национальной Ассоциацией Производителей Электрооборудования (NEMA) разработали стандарты, предусматривающие термические и механические индексы, которые были внесены в новые правила FDA. Данные индексы ограничивают выходную мощность ультразвука в ультразвуковых щетках до уровня, не позволяющего нагревать окружающую ткань более 1 градуса С, даже в случае пролонгированного действия.